# Kunmadaras
Kunmadaras (vyslovováno [kunmadaraš]) je velká obec v Maďarsku v župě Jász-Nagykun-Szolnok, spadající pod okres Karcag. Nachází se asi 17 km severozápadně od Karcagu. V roce 2015 zde žilo 5 356 obyvatel. Dle údajů z roku 2011 tvoří 95 % obyvatelstva Maďaři a 5 % Romové.
Sousedními vesnicemi jsou Berekfürdő, Tiszaderzs, Tiszaörs, Tiszaszentimre a Tomajmonostora, sousedními městy Karcag a Kunhegyes.
Nachází se zde účelové letiště Kunmadaras.

## Židovský pogrom
V roce 1946 se odehrál takzvaný Kunmadaraský pogrom, inspirovaný krevní pověrou, která tvrdí, že Židé z dětí vyrábějí klobásy. Dva Židé při něm byli zabiti a patnáct jich bylo zraněno.